# Ribeirão do Jorge
O ribeirão do Jorge é um curso de água do estado de Minas Gerais. É um afluente da margem esquerda do rio Glória e, portanto, um subafluente do rio Muriaé. É um dos rios que compõem a bacia hidrográfica do Rio Paraíba do Sul.
Apresenta 27 km de extensão e drena uma área de 155 km². Sua nascente localiza-se no município de Fervedouro, a uma altitude de 1100 metros na serra do Brigadeiro. Em seu percurso, atravessa a zona urbana do município de Fervedouro. Sua foz no rio Glória situa-se no município de São Francisco do Glória, próximo ao povoado de Bicuíba.